# Rei Ayanami
Rei Ayanami (綾波 レイ, Ayanami Rei) é uma personagem fictícia da série de anime Neon Genesis Evangelion. Ela é a Primeira Criança e piloto do Evangelion-00 e uma das principais personagens femininas. Sua seiyū japonesa é Megumi Hayashibara, na versão brasileira é dublada por Priscila Concepción e na versão portuguesa foi dublada por Lucinda Afonso.
No início da série, Rei é uma figura enigmática, cujo comportamento incomum confunde seus pares. Como a série progride, ela se torna mais envolvida com as pessoas ao seu redor, principalmente com seu colega e companheiro piloto de EVA Shinji Ikari. Ela é revelada por ser um fator-chave nos eventos que concluem o enredo. Seu papel nesta conclusão não é feito inteiramente clara na série de TV, mas é um dos principais pontos da trama de The End of Evangelion.

## Concepção
Como muitos personagens de Evangelion, o sobrenome "Ayanami" vem de um navio da marinha japonesa da Segunda Guerra Mundial, o destróier classe Fubuki, Ayanami.
Hideaki Anno instruiu Yoshiyuki Sadamoto no design de Rei que "Que além de qualquer outra coisa, ela precisa ser desenhada como uma jovem amargamente infeliz com pouco senso de presença". Sadamoto se inspirou para desenhar Rei pelo tema "Hotai de Masshiro na Shojo" (literalmente "The White Girl with Bandagens") da banda Kinniku Shōjo Tai. Ukina, uma personagem a partir de trabalho anterior de Sadamoto serviu como modelo de Rei. Para contrastar-la fisicamente de outros personagens, Sadamoto deu para Rei olhos vermelhos.
| “ | Uma mudança emocional faz com que certos músculos do rosto fiquem tensos, produzindo uma "expressão". Rei expressa menos, mas poderia ser que ela não sinta emoção, ou ela é simplesmente incapaz de expressar isso? — Yoshiyuki Sadamoto sobre Rei [ênfase no original] | ” |

Como a série progride, ela começa a desenvolver relacionamentos com os outros e mostrar momentos de emoção genuína, até mesmo ficar triste e chorar.
Nenhuma informação específica é dada sobre a origem de Rei ou sua herança. Ritsuko Akagi afirma que Rei nasceu em um determinado espaço profundo nos níveis mais baixos da sede da NERV. O Red Cross Book do filme The End of Evangelion afirma que Rei foi criada a partir dos "restos recuperados" da Yui Ikari após a absorção na Unidade 01 de Yui em 2004. A ligação entre Rei e Yui está implícita algumas vezes durante a série. Gendo introduz Rei ao pessoal Nerv em 2010 como uma "filha de um conhecido" quem ele é temporariamente responsável. No episódio 21, Naoko Akagi diz que Rei se assemelha fisicamente a Yui. O modelo de personagens usado nas cenas de 2010 é baseado em materiais de desenvolvimento em que sua idade é de apenas 4. Nos filmes, Rei sugere uma familiaridade com Lilith de se regenerar e se funde com o ser, o que sugere que ela tem um fundo genético correspondente a um Anjo.

## Personagem
Kaworu Nagisa menciona misteriosamente em sua única conversa que ela é "o mesmo", que ele. Esta declaração foi expandida na "versão do diretor" do episódio, em que Kaworu continua a dizer que ele e Rei são os vasos humanos para as almas de Adão e Lilith, respectivamente. Mais tarde no episódio, ela gera um externo Campo AT, que é tão forte quanto o de Kaworu. Em uma cena pseudo-alucinatória no episódio 25, "Gendo" diz para "Rei" que o dia do Terceiro Impacto é o dia para o qual ela foi criada. Em The End of Evangelion, ela desempenha um papel importante no Terceiro Impacto, embora não da maneira que foi concebida por Gendo Ikari.
Rei é mostrada gastando desconhecidos períodos de tempo em um tubo LCL cheio debaixo de uma estrutura semelhante a um cérebro gigante na sala de manequim do sistema, os motivos pelos quais ela faz isso não são revelados. A parede circular desta sala é originalmente descrita como sendo coberta com sequências de DNA, mas perto do final da série, é revelado que é um tanque cheio de LCL em que dezenas de clones sem alma de Rei são detidos. Os clones são ditos por Ritsuko são os núcleos dos tampões cegos, ela também se refere a eles como "peças de reposição" e mais tarde como "vasos" para Rei. O panfleto do filme e volume 11 do mangá ela pode ser substituída inteiramente, com a alma sendo transferida para um novo corpo clone cada vez que morre, embora sua memória fica confusa com cada transferência. Outra evidência de apoio no anime inclui sua linha anterior de que "se eu morrer, posso ser substituída".

## Personalidade
No início da série, Rei é socialmente retraída, aparentemente sem emoção, e raramente interage com qualquer pessoa, com exceção de Gendo, a quem ela exibe inicialmente lealdade, mas com quem tem um relacionamento geralmente distante. Ela vive sozinha em um apartamento maciço escassamente mobiliado em Tokyo-3. Perto do fim da série, Shinji comenta que seu apartamento é muito semelhante ao lugar onde Ritsuko diz que Rei nasceu.
Como a série progride, ela começa a desenvolver relacionamentos com os outros e mostrar momentos de emoção genuína, até mesmo ficar triste e chorar. Sua dubladora na versão em Inglês, Amanda Winn-Lee descreve Rei em seu ditado, "Rei não é totalmente desprovida de personalidade, caso contrário, ela não seria interessante". Há uma pequena centelha de humanidade, mas é "obscurecida por este enorme sentimento de auto-estima negativa e a percepção de que ela é dispensável". A alegria de interpretar Rei está na exploração dessa pequena faísca". E também disse: "eu entrei em um modo estranho - eu não posso descrevê-la. É uma coisa boa que eu esteja em uma pequena sala acolchoada quando estou interpretando-a, porque é onde ela pertence. Rei sabe que ela é dispensável, mas a coisa é, ela ainda é humana, de modo que você não pode interpretá-la totalmente catatônica".

## Aparições

### Neon Genesis Evangelion
Rei aparece em Neon Genesis Evangelion como protagonista principal e piloto do Evangelion Unidade 00. Rei aparece pela primeira vez no primeiro episódio do anime ferida depois de um teste de ativação falhar com seu Evangelion. Depois que ela se recupera de seus ferimentos, Rei passa a ajudar Shinji em derrotar os Anjos com a sua primeira grande vitória contra Ramiel. O próximo encontro do anjo significativo para Rei ocorre durante o ataque de Matarael em Tokyo-3, onde ela coopera com Shinji e Asuka para derrotar o Anjo. Rei está aparentemente morta após salvar Shinji de Armisael mais tarde na série, mas ela retorna sob misteriosas circunstâncias; é então revelado que Rei que havia ressuscitado é na verdade a terceira encarnação de Rei, após os primeiros anos de ter sido morta antes da série e o segundo tendo morrido no incidente que foi referido anteriormente.

### The End of Evangelion
Em The End of Evangelion, a terceira Rei atua como a principal catalisadora por trás do Terceiro Impacto, que é iniciado após a sua fusão com Lilith. Durante o Terceiro Impacto, uma figura brilhante de Rei é mostrada para alguns quadros que olham para baixo em Misato e Ritsuko momentos antes de morrer. Estas imagens espectrais aparecem também sobre os cadáveres dos funcionários da NERV mortos.

### Rebuild of Evangelion
Rei retorna como personagem principal em Rebuild of Evangelion e aparece pela primeira vez em Evangelion: 1.0 You Are (Not) Alone. Sua personagem continua a ser a mesma que no anime, atuando como piloto do Evangelion Unidade-00 e ajudando Shinji a derrotar Ramiel. Em Evangelion: 2.0 You Can (Not) Advance sua personagem desenvolve e sua relação com Shinji é mostrada muito mais abertamente do que na série inicial. Ela tenta organizar um jantar para seus colegas pilotos e é mostrada trabalhando muito durante a preparação dos alimentos. Durante o clímax, ela é devorada juntamente com a Unidade-00 por Zeruel. Quando a Unidade-01 enlouquece, Shinji é mostrado forçando seu caminho para o anjo e puxando-a para fora e os dois se abraçam. No final do filme, ambos estão presos dentro da Unidade-01 como o ato desencadeia o Terceiro Impacto. Em Evangelion: 3.0 You Can (Not) Redo, revela-se que quando concebida, o nome de Shinji teria sido lhe dado e se tivesse nascido uma menina iria ser Rei, e que o nome de solteira de sua mãe era Ayaname. Revela-se, ainda, que Rei é um clone da mãe de Shinji, Yui Ayaname, que se perdeu durante o desenvolvimento das unidades de EVA, quando ela foi "absorvida" no núcleo do EVA Unidade 01. A Rei que Shinji tentou salvar no final de Evangelion 2.0 também foi absorvida no EVA Unidade 01, e a Rei que aparece em um terno preto plugue no terceiro episódio é um novo clone.

## Recepção
Frenchy Lunning descreveu Rei como sendo a anima de Shinji. O sucesso de Rei Ayanami como uma personagem, de acordo com Hiroki Azuma, tornou-se um catalisador na indústria de anime a se afasta de conotação de histórias e para representar personagens com inspiradores traços moe. Como Rei se tornou uma personagem mais proeminente entre os fãs, ela "mudou as regras" que regem as pessoas consideradas como fãs do gênero moe. A indústria, então, criou muitos personagens que compartilham seus traços de pele pálida, cabelo curto azulado e uma "personalidade tranquila". Azuma refere-se a Ruri Hoshino de Martian Successor Nadesico como sendo diretamente influenciado por Rei. A IGN classificou Rei em décima no "Top 25 de Personagens de Anime de Todos os Tempos" com o escritor Chris Mackenzie notando Rei como sendo uma das personagens mais influentes na série de anime, mas ele ainda comentou que ela era diferente de personagens semelhantes desde que "Ela é um mistério que nunca realmente se resolve, quando você pensa sobre isso". Ela teve o mesmo lugar em décimo no Iconic Anime Heroines da Mania Entertainment escrito por Thomas Zoth que comentou sobre o grande número de comercialização com base nela e que ela começou "o boom do moe no anime". Na pesquisa "amizade" desenvolvida pela rankingjapan.com em que as pessoas tinham que escolher o personagem de anime que eles gostariam de ter como amigo, Rei foi classificada em 9º lugar. Ao rever os filmes de Rebuild of Evangelion, os escritores do Anime News Network comentaram que Rei, enquanto que no primeiro título, a personalidade de Rei é a mesma que a da série de TV, Justin Sevakis elogiou a resposta de Rei a bondade de Shinji.
O design de Sadamoto das três principais personagens femininas tiveram altas vendas. As estatuetas de Rei enfaixada "foram as mais populares, vendendo mais que todo o resto". Devido à sua popularidade impulsionando as vendas de mercadoria, Rei foi chamada de "Menina Premium" pela mídia. A coluna da edição do Nihon Keizai Shimbun Jornal afirmou, na ocasião de Evangelion 1.0, que havia mais de 1 milhão de fãs dedicados a Rei no Japão e que "Esta deusa enfaixada é um ícone do anime japonês". A Newtype classificado Rei em 5º lugar em sua pesquisa mensal sobre personagens no top 10. Em uma pesquisa da Newtype a partir de março de 2010, Rei foi votada como a mais popular personagem feminina de anime da década de 1990. A revista Animage classificou-a a quinta melhor personagem feminina do ano no 20º Anime Grand Prix. The 20th Animage Grand Prix ranked her the fifth best female character of the year.
No clipe musical Girl's Not Grey da banda de rock alternativo AFI, uma garota de aparência de anime aparece com uma forte semelhança com Rei. Uma das anônimas doações Tiger Mask foi assinada como 'Rei Ayanami'.